# Exidiopsis griseobrunnea
Exidiopsis griseobrunnea är en svampart som tillhör divisionen basidiesvampar, och som beskrevs av Kenneth Wells och Ain (G.) Raitviir. Exidiopsis griseobrunnea ingår i släktet Exidiopsis, och familjen Exidiaceae. Arten har ej påträffats i Sverige.